# بول جنسن
بول جنسن (بالدنماركية: Poul Jensen)‏ (28 مارس 1934 في الدنمارك - 2000) هو لاعب كرة قدم دانمركي في مركز الدفاع، شارك في الألعاب الأولمبية الصيفية 1960. وشارك مع منتخب الدنمارك تحت 21 سنة لكرة القدم ومنتخب الدنمارك لكرة القدم. أما مع النوادي، فقد لعب مع نادي فايله.

## وصلات خارجية
- بول جنسن على موقع الاتحاد الدولي (مؤرشف)  (الإنجليزية)
- بول جنسن على موقع قاعدة بيانات كرة القدم.إي يو (الإنجليزية)
- بول جنسن على موقع ناشيونال فوتبول تيمز (الإنجليزية)
- بول جنسن على موقع عالم كرة القدم.نت (الإنجليزية)
- بول جنسن على موقع أوليمبيديا (الإنجليزية)